# Edmund von Strauss
Edmund von Strauss, född 12 augusti 1869 i Olmütz, död 13 september 1919 i Berlin, var en österrikisk tonsättare.
Strauss, som var utbildad i Wien, var kapellmästare vid hovoperan i Berlin samt från 1910 dirigent för Blüthner-orkestern. Han gjorde sig känd som kompositör av solosånger och duetter.